# Hesychotypa magnifica
Hesychotypa magnifica là một loài bọ cánh cứng trong họ Cerambycidae.